# Cerith Wyn Evans
Pour les articles homonymes, voir Wyn.
Cerith Wyn Evans, né en 1958 à Llanelli (Royaume-Uni), est un artiste conceptuel, sculpteur et cinéaste britannique gallois.
En 2018, il a remporté le prix Hepworth de sculpture d'une valeur de 30 000 £.

## Biographie
Cerith est le fils de Sulwyn et Myfanwy Evans et a fait ses études à Ysgol Dewi Sant Llanelli et à Llanelli Boys Grammar School. Sulwyn, son père, était un photographe et peintre renommé. Cerith parle couramment le gallois. Wyn Evans a terminé un cours de base au Dyfed College of Art (1976-1977) et a ensuite étudié à la Saint Martin's School of Art (1977-1980), tout en travaillant comme surveillant à la Tate et au Royal College of Art (1981-1984). Parmi ses professeurs à Saint Martin, il y avait l'artiste conceptuel John Stezaker. Wyn Evans a ensuite été assistant de Derek Jarman, avec qui il a travaillé sur The Angelic Conversation (1985), Caravaggio (1986) et The Last of England (1987). Ses premiers films expérimentaux dans les années 1980 se sont souvent concentrés sur les danseurs, y compris des collaborations avec Michael Clark. En 1988, son court métrage Degrees of Blindness, avec Tilda Swinton, a été projeté au Festival international du film de Chicago. Il a également collaboré à des vidéos pop avec des groupes tels que The Smiths et Throbbing Gristle.
Bien que Wyn Evans se soit tourné vers la sculpture et l'installation au début des années 1990, l'influence du cinéma est restée forte sur son travail L'essentiel du travail de l'artiste découle de son fort intérêt pour la langue et la communication, utilisant souvent des textes trouvés ou rappelés du film, de la philosophie ou de la littérature combinés à une esthétique propre.  Écrivant dans Frieze, en 1999, Jennifer Higgie a déclaré « L'utilisation par Wyn Evans de la répétition et de la signification elliptique indique des lectures possibles sans fin son choix d'une citation remplie d'implications à la fois classiques et personnelles placées à la jonction de la terre et de la mer fait un le renouvellement, tandis que la plage en décomposition reflète une image plus négative de la répétition comme une sorte d'impasse, une forme de stase ».

## Expositions
En 2003, Wyn Evans a représenté le pays de Galles dans le premier pavillon du pays de Galles à la Biennale de Venise. En 2004, à l'occasion de son exposition en deux parties au Museum of Fine Arts de Boston et au List Visual Arts Center du Massachusetts Institute of Technology de Cambridge, il a combiné son propre travail et celui de son père, photographe amateur doué, avec des objets des collections du Musée des Beaux-Arts et du MIT. Ses expositions personnelles incluent les Serpentine Galleries (2014), De La Warr Pavilion (2012), Kunsthall Bergen (2011), Tramway, Glasgow (2009), Inverleith House, Édimbourg (2009), MUSAC, Leon (2008), Musée d'Art moderne de la Ville de Paris (2006), Kunsthaus Graz (2005) et Camden Arts Center (2004). Il a également participé à la Biennale de Moscou (2011), à la Triennale d'Aichi (2010), à la Triennale de Yokohama (2008), à la Biennale d'Istanbul (2005), à la documenta 11 (2002) et à la Biennale de Venise (1995 et 2003).
En mars 2018, Wyn Evans a été sélectionné pour le prix Hepworth de sculpture, aux côtés de Michael Dean, Mona Hatoum, Phillip Lai et Magali Reus.Le travail des artistes présélectionnés a été exposé à la galerie Hepworth Wakefield à partir de la fin du mois d'octobre de cette année-là, et le 15 novembre, il a été annoncé que Wyn Evans était le gagnant du prix de 30 000 £.
Wyn Evans est représenté par White Cube à Londres, Galerie Buchholz à Cologne, Galerie Neu à Berlin et Galeria Fortes Vilaça à São Paulo.

## Récompenses et distinctions
- 2006 : Internationaler Kunstpreis Kulturstiftung Stadtsparkasse München
- 2018 : Prix Hepworth de sculpture